# Saturnia lapmarchica
Saturnia lapmarchica är en fjärilsart som beskrevs av Felix Bryk 1948. Saturnia lapmarchica ingår i släktet Saturnia och familjen påfågelsspinnare. Inga underarter finns listade.